# 우정박물관
우정박물관(郵政博物館)은 우정사업본부에서 운영하는 대한민국의 국립박물관이자 우편박물관이다. 충청남도 천안시 동남구 양지말1길 11-14에 위치하고 있다.

## 개요

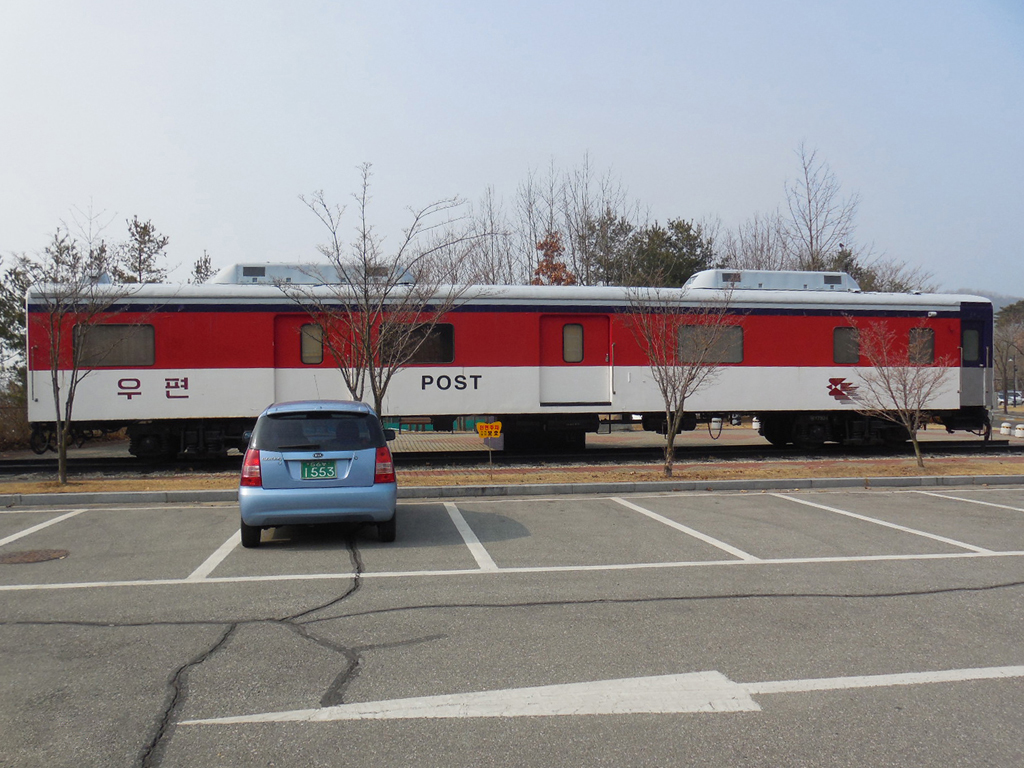
야외 전시 중인 우편열차

우정사업본부 소속 우정인재개발원에서 운영한다. 1884년 홍영식 선생의 우정총국 설치로 시작된 근대 우정의 시작에서부터 2000년 우정사업본부 출범 이후 오늘날에 이르기까지 대한민국 우정의 발자취와 사료를 전시하였다. 실내 전시공간으로는 우정역사관과 우정문화관이 있고, 야외의 우편테마공원에는 밀레니엄우체통과 과거 우편물 운송에 이용된 우편열차를 볼 수 있다.

## 연혁
- 1938년 : 체신박물관 개관 (현 서울지방국세청 남대문별관)
- 1945년 8월 : 체신국 청사로 박물관 이전 (현 세종문화회관 부근)
- 1950년 6월 : 6.25전쟁으로 박물관 소실
- 1972년 12월 : 체신기념관 개관 (종로구 견지동 39-7)
- 1985년 5월 : 우정박물관 개관 (서울중앙우체국)
- 2004년 2월 : 우정박물관 이전 개관 (충남 천안 우정인재개발원 내)

## 관람 안내
- 관람 시간 : 09:00 ~ 18:00
- 휴관일 : 공휴일, 토요일
- 관람료 : 무료

## 같이 보기
- 대한민국의 박물관과 미술관 목록
- 대한민국의 국립 박물관 목록